# Comitet olimpic național
Un comitet olimpic național (CON) este un element constitutiv al mișcării olimpice. Fiind subiectul controalelor Comitetului Olimpic Internațional, CON-urile sunt responsabile de participarea sportivilor din țara din care funcționează la Jocurile Olimpice. Ele pot nominaliza orașe din regiunea lor la candidatura pentru organizarea unei ediții viitoare a Jocurilor Olimpice. CON-urile promovează de asemenea și dezvoltarea condițiilor de antrenare a atleților și a antrenorilor, dar și cursuri pentru arbitri și oficiali.
În prezent, există 204 CON-uri care sunt active la nivel global. 192 din 193 de țări care fac parte din Organizația Națiunilor Unite au CON-uri recunoscute la nivel global:
| Continent | Continent                                 | Asociație                                           | CON-uri              | Cel mai vechi                                                     | Cel mai nou     |
| --------- | ----------------------------------------- | --------------------------------------------------- | -------------------- | ----------------------------------------------------------------- | --------------- |
|           | Africa                                    | Asociația Comitetelor Olimpice Naționale din Africa | 53                   | Egipt (1910)                                                      | Eritreea (1999) |
| America   | Organizația Sportivă Pan-Americană        | 41                                                  | Statele Unite (1894) | Dominica (1993) Sfântul Kitts și Nevis (1993) Sfânta Lucia (1993) |                 |
| Asia      | Consiliul Olimpic Asiatic                 | 44                                                  | Japonia (1912)       | Timorul de Est (2003)                                             |                 |
| Europa    | Comitetele Olimpice Europene              | 49                                                  | Franța (1894)        | Muntenegru (2007)                                                 |                 |
| Oceania   | Comitetele Olimpice Naționale din Oceania | 17                                                  | Australia (1895)     | Tuvalu (2007)                                                     |                 |

## Lista comitetelor olimpice naționale
Mai jos se află o listă cronologică a celor 204 comitete olimpice naționale recunoscute oficial de Comitetul Olimpic Internațional, de la înființarea sa din anul 1894. Țările care nu mai există nu sunt incluse în listă (de exemplu Uniunea Sovietică, Cehoslovacia).
| 1894 | Franța, Statele Unite |
| 1895 | Australia, Germania, Grecia, Ungaria |
| 1900 | Norvegia |
| 1905 | Danemarca, Regatul Unit |
| 1906 | Belgia |
| 1907 | Canada, Finlanda |
| 1909 | Portugalia |
| 1910 | Egipt |
| 1911 | Turcia |
| 1912 | Austria, Elveția, Japonia, Luxemburg, Olanda, Serbia, Spania |
| 1913 | Suedia |
| 1914 | România |
| 1915 | Italia |
| 1919 | Noua Zeelandă, Polonia |
| 1922 | Irlanda |
| 1923 | Argentina, Mexic, Uruguay |
| 1924 | Bulgaria, Haiti |
| 1927 | India |
| 1929 | Filipine |
| 1934 | Chile |
| 1935 | Brazilia, Islanda, Liechtenstein, Venezuela |
| 1936 | Afganistan, Bermuda, Bolivia, Jamaica, Malta, Peru |
| 1937 | Sri Lanka (în trecut Ceylon) |
| 1947 | Birmania, Coreea de Sud, Guatemala, Iran, Panamá |
| 1948 | Columbia, Guyana (în trecut Guyana Engleză), Irak, Liban, Pakistan, Puerto Rico, Singapore, Siria, Trinidad-Tobago |
| 1950 | Antilele Olandeze, Thailanda |
| 1951 | Hong Kong, Nigeria |
| 1952 | Bahamas, Ghana, Indonezia, Israel |
| 1953 | Monaco |
| 1954 | Costa Rica, Cuba, Etiopia, Malaezia |
| 1955 | Barbados, Fiji, Kenya, Liberia |
| 1956 | Honduras, Uganda |
| 1957 | Coreea de Nord, Tunisia |
| 1959 | Albania, Ecuador, Maroc, Nicaragua, San Marino, Sudan, Surinam |
| 1960 | Taipei (în trecut Republica China) |
| 1962 | Benin (în trecut Dahomey), Republica Dominicană, El Salvador, Mongolia |
| 1963 | Camerun, Coasta de Fildeș, Iordania, Libia, Mali, Nepal, Senegal |
| 1964 | Algeria, Ciad, Congo, Madagascar, Niger, Sierra Leone, Zambia |
| 1965 | Arabia Saudită, Republica Centrafricană, Guinea, Arabia Saudită, Togo |
| 1966 | Kuwait |
| 1967 | Belize (în trecut Hondurasul Britanic), Insulele Virgine |
| 1968 | Republica Democrată Congo, Gabon, Malawi, Tanzania |
| 1970 | Paraguay |
| 1972 | Burkina Faso, Lesotho, Mauritius, Somalia, Swaziland |
| 1974 | Papua Noua Guinee |
| 1975 | Andorra |
| 1976 | Antigua și Barbuda, Insulele Cayman, Gambia |
| 1978 | Cipru |
| 1979 | Bahrain, Laos, Mauritania, Mozambic, Republica Populară Chineză, Seychelles, Vietnam |
| 1980 | Angola, Bangladesh, Botswana, Emiratele Arabe Unite, Qatar, Zimbabwe |
| 1981 | Yemen |
| 1982 | Insulele Virgine Britanice, Oman |
| 1983 | Bhutan, Samoa (în trecut Samoa Occidentală), Insulele Solomon |
| 1984 | Brunei, Djibuti, Guineea Ecuatorială, Grenada, Rwanda, Tonga |
| 1985 | Maldive |
| 1986 | Aruba, Insulele Cook, Guam |
| 1987 | Samoa Americană, Sfântul Vincent și Grenadine, Vanuatu |
| 1991 | Africa de Sud, Estonia, Letonia, Lituania, Namibia |
| 1993 | Armenia, Azerbaidjan, Belarus, Bosnia și Herzegovina, Burundi, Capul Verde, Comore, Croația, Cehia, Dominica, Georgia, Kazakhstan, Kîrgîzstan, Moldova, Republica Macedonia, Rusia, Sfântul Kitts și Nevis, Sfânta Lucia, São Tomé și Príncipe, Slovacia, Slovenia, Tadjikistan, Turkmenistan, Ucraina, Uzbekistan |
| 1994 | Cambodgia, Nauru |
| 1995 | Guinea-Bissau, Palestina |
| 1997 | Statele Federate ale Microneziei |
| 1999 | Eritreea, Palau |
| 2003 | Kiribati, Timorul de Est |
| 2006 | Insulele Marshall |
| 2007 | Muntenegru, Tuvalu |